# Любка (приток Ирпеня)
Любка — речка в Киеве и Киевской области, правый приток Ирпеня. Длина — около 9 километров.

## Этимология
Название реки, вероятно, происходит от названия растения любка, которое когда-то росло в большом количестве на её берегах. А сама речка в своё время дала название хутору, который просуществовал до 1943 года, был сожжён во время войны и больше не восстанавливался.

## География
Берёт начало из коллектора неподалёку от улицы Даниила Щербаковского. Фактически начинает своё течение из озера в урочище Дударов Сенокос, в лесу неподалёку от проспекта Академика Палладина. Потом река пересекает указанный проспект, проходит под железной дорогой Киев-Коростень, по южной окраине огибает селение Коцюбинское, а далее постоянно течёт на северо-запад по Святошинскому лесу. В Святошинском лесу река с поймой входит в общезоологический заказник местного значения «Река Любка», созданный 24 октября 2002 года с общей площадью 163 га. Покидая лес, река впадает в р. Ирпень чуть ниже железнодорожного моста. Нижнее течение реки с прилегающим болотным массивом входит в ботанический памятник природы общегосударственного значения «Романовское болото», созданный 26 марта 1979 года с общей площадью 30 га.
В лесу неподалёку от селения Коцюбинское на реке есть небольшой пруд. Сама река имеет небольшую ширину на большей части своей протяжённости и расширяется лишь в нижнем течении. Почти на всей протяжённости протекает за границами застройки, через сосновый лес, поэтому из всех рек Киева Любка подверглась воздействию человека чуть ли не менее всего.